# Lissieu
Lissieu est une commune française située dans la métropole de Lyon, en région Auvergne-Rhône-Alpes.

## Géographie

### Situation
Située en banlieue nord de Lyon, au creux d'un petit vallon au nord-ouest des Monts d'Or, la commune est coupée en deux par une voie autoroutière. Elle se compose principalement du cœur de village au nord et du quartier du Bois-Dieu au sud.

### Communes limitrophes
Les communes limitrophes sont Les Chères, Dardilly, Chasselay, Dommartin, Limonest et Marcilly-d'Azergues.

### Voies de communication
L'autoroute A6 traverse la commune du nord au sud. Le village, le Bois-Dieu et les autres lieux-dits sont desservis par les routes départementales 306 (ancienne route nationale 6), 16 et 42, cette dernière marquant la limite orientale du territoire communal.

### Transports
La commune est desservie par les lignes 21 et 61 du réseau des Transports en commun lyonnais (TCL), ainsi que par les lignes 115 et 118 du réseau des cars du Rhône.

### Climat
Pour des articles plus généraux, voir Climat d'Auvergne-Rhône-Alpes et Climat du Rhône.
En 2010, le climat de la commune est de type climat océanique altéré, selon une étude du Centre national de la recherche scientifique s'appuyant sur une série de données couvrant la période 1971-2000. En 2020, Météo-France publie une typologie des climats de la France métropolitaine dans laquelle la commune est exposée à un climat de montagne ou de marges de montagne et est dans la région climatique  Nord-est du Massif Central, caractérisée par une pluviométrie annuelle de 800 à 1 200 mm, bien répartie dans l’année. 
Pour la période 1971-2000, la température annuelle moyenne est de 11,7 °C, avec une amplitude thermique annuelle de 17,6 °C. Le cumul annuel moyen de précipitations est de 802 mm, avec 9,2 jours de précipitations en janvier et 6,4 jours en juillet. Pour la période 1991-2020, la température moyenne annuelle observée sur la station météorologique de Météo-France la plus proche, « Pommiers », sur la commune de Pommiers à 11 km à vol d'oiseau, est de 12,6 °C et le cumul annuel moyen de précipitations est de 778,0 mm,. Pour l'avenir, les paramètres climatiques de la commune estimés pour 2050 selon différents scénarios d'émission de gaz à effet de serre sont consultables sur un site dédié publié par Météo-France en novembre 2022.

## Urbanisme

### Typologie
Au 1er janvier 2024, Lissieu est catégorisée ceinture urbaine, selon la nouvelle grille communale de densité à sept niveaux définie par l'Insee en 2022.
Elle appartient à l'unité urbaine de Lyon, une agglomération inter-départementale regroupant 123  communes, dont elle est une commune de la banlieue,,. Par ailleurs la commune fait partie de l'aire d'attraction de Lyon, dont elle est une commune de la couronne,. Cette aire, qui regroupe 397 communes, est catégorisée dans les aires de 700 000 habitants ou plus (hors Paris),.

### Occupation des sols
L'occupation des sols de la commune, telle qu'elle ressort de la base de données européenne d’occupation biophysique des sols Corine Land Cover (CLC), est marquée par l'importance des territoires artificialisés (45,7 % en 2018), en augmentation par rapport à 1990 (40,7 %). La répartition détaillée en 2018 est la suivante : 
zones urbanisées (41,4 %), prairies (35,6 %), forêts (9,9 %), zones agricoles hétérogènes (6,9 %), zones industrielles ou commerciales et réseaux de communication (4,3 %), terres arables (1,8 %). L'évolution de l’occupation des sols de la commune et de ses infrastructures peut être observée sur les différentes représentations cartographiques du territoire : la carte de Cassini (XVIIIe siècle), la carte d'état-major (1820-1866) et les cartes ou photos aériennes de l'IGN pour la période actuelle (1950 à aujourd'hui).

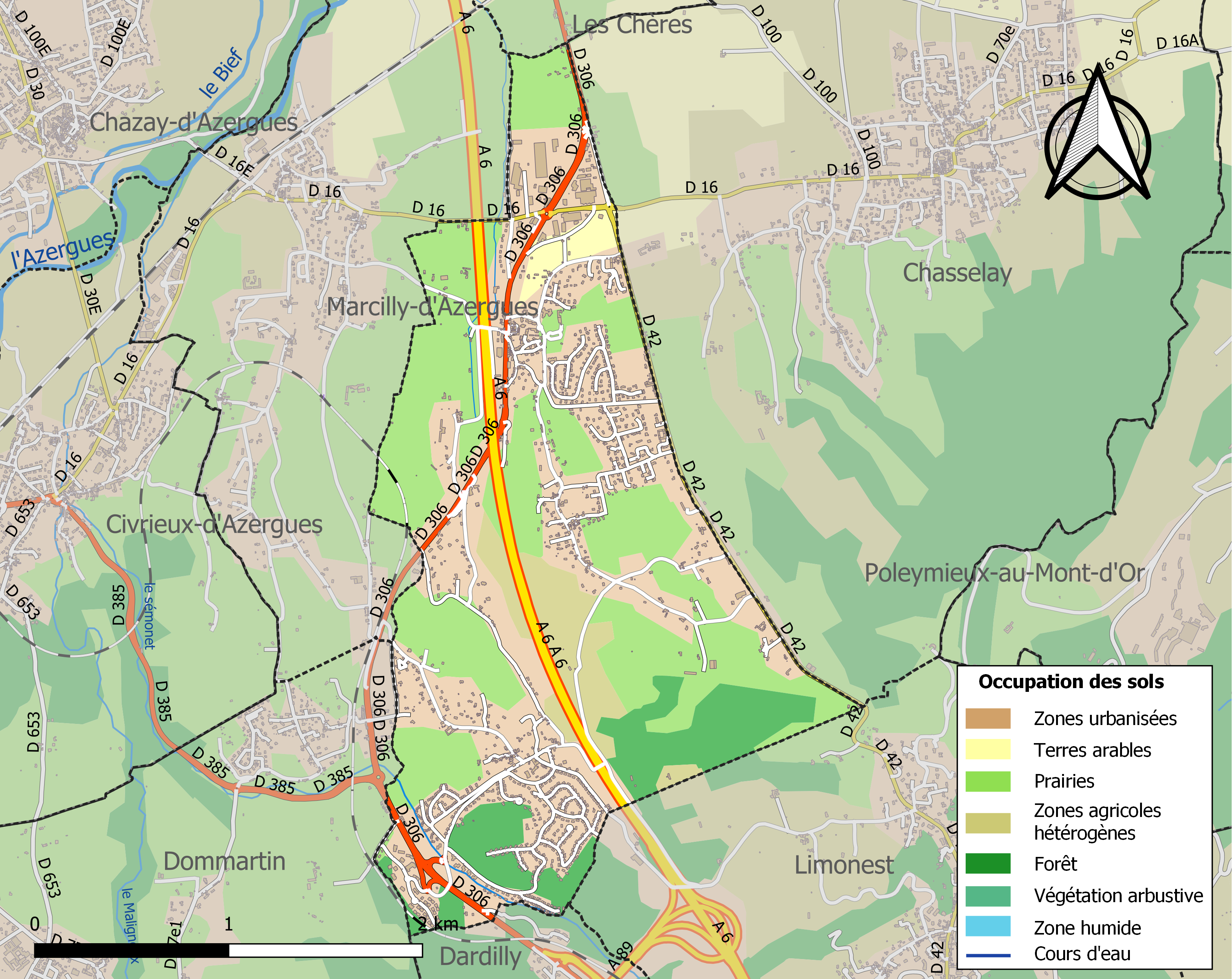
Carte des infrastructures et de l'occupation des sols de la commune en 2018 (CLC).

## Toponymie
Anne-Marie Vurpas et Claude Michel indiquent deux origines possibles au nom Lissieu, attesté en 967 sous la forme Lissiaco : le nom d'un propriétaire gallo-romain (qui pourrait être Lissius, Liscius ou Liccius) ou alors, plus probablement, le mot prélatin *lisco (« laîche »), complété par le suffixe -acum.
Une théorie inspirée de Claude-François Ménestrier relie le nom de la commune à Licin(i)us, procurateur des Gaules sous le règne d'Auguste, qui aurait possédé un palais monumental dans les Monts d'Or. Cette allégation est qualifiée par Camille Germain de Montauzan de purement fantaisiste.

## Histoire

### Antiquité
L'histoire et le destin de Lissieu sont liés au fait que le village se trouve sur le tracé de l'antique route commerciale préhistorique puis celtique, devenue voie romaine puis route royale et enfin route nationale 6.
À 15 km de Lugdunum, à demi étape d'une journée de voyage au rythme des bœufs et des chevaux, Lissieu deviendra rapidement une halte pour les voyageurs, d'abord « mutatio » au temps des Romains, puis relais de poste.
L'occupation du site de la commune est supposée à l'époque romaine selon deux découvertes anciennes. Le bois de la Réserve a révélé un remblai contenant des tuiles et du torchis mais la datation n'est pas certaine. Selon Th. Ogier dans un ouvrage de 1856, des vestiges antiques et des monnaies ont été trouvés sur la commune.

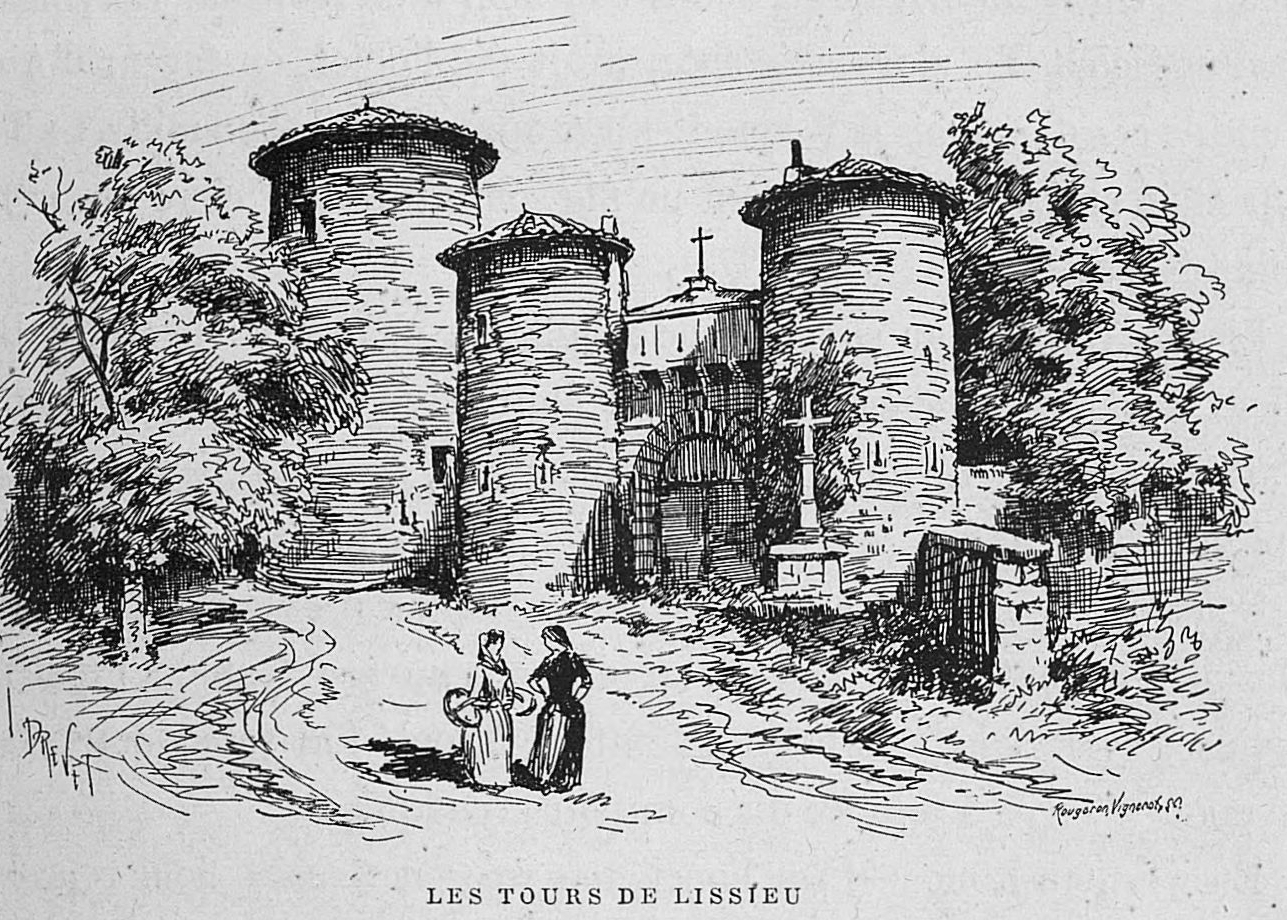
Tours illustrées par Joannès Drevet (1854–1940).

### Moyen Âge
Cité pour la première fois au Xe siècle sous le toponyme Lissiaco, le village relève alors de l'abbaye d'Ainay à Lyon puis des sires de Beaujeu avant d'être cédé à l'archevêque de Lyon en 1298. Il doit son existence à son positionnement géographique sur ce qui va devenir une véritable route commerciale reliant la Méditerranée aux contrées du nord de l'Europe.
Au cours des siècles, sa richesse culturelle et patrimoniale trouve ses origines avec les diligences, par lesquelles circulent la connaissance et la culture. À une époque sans journaux, sans radio et sans télévision, seuls les bavardages des voyageurs, les petits spectacles des troupes itinérantes qui s'arrêtent quelques heures permettent de s'informer, de comprendre et de s'émanciper. À cette époque, les riches voyageurs sont logés au château, les pauvres à l'hospice de Plambost qui, au XVIe siècle ne conserve que « deux lits très mal en ordre », donc une capacité d’accueil des plus réduites.

### Époque moderne
La vigne était autrefois la culture principale mais après la crise du phylloxéra, celle-ci a été remplacée par des vergers.
Le 10 juin 1944, les Allemands exécutèrent à Lissieu dix-neuf détenus de la prison Montluc.
À partir des années 1970, la vocation rurale de la commune cède la place à une situation de banlieue pavillonnaire qui se traduit par une forte hausse des chiffres de la population.
En 1993, Lissieu rejoint la Communauté de communes des Monts d'Or Azergues à sa création avant qu'en 2009, son conseil municipal vote une motion pour déposer une demande d'adhésion au Grand Lyon. Lissieu devient ainsi la 58e commune du Grand Lyon le 1er janvier 2011.
Le Grand Lyon disparait le 1er janvier 2015, et laisse place à la collectivité territoriale de la métropole de Lyon. La commune quitte ainsi le département du Rhône.

## Politique et administration

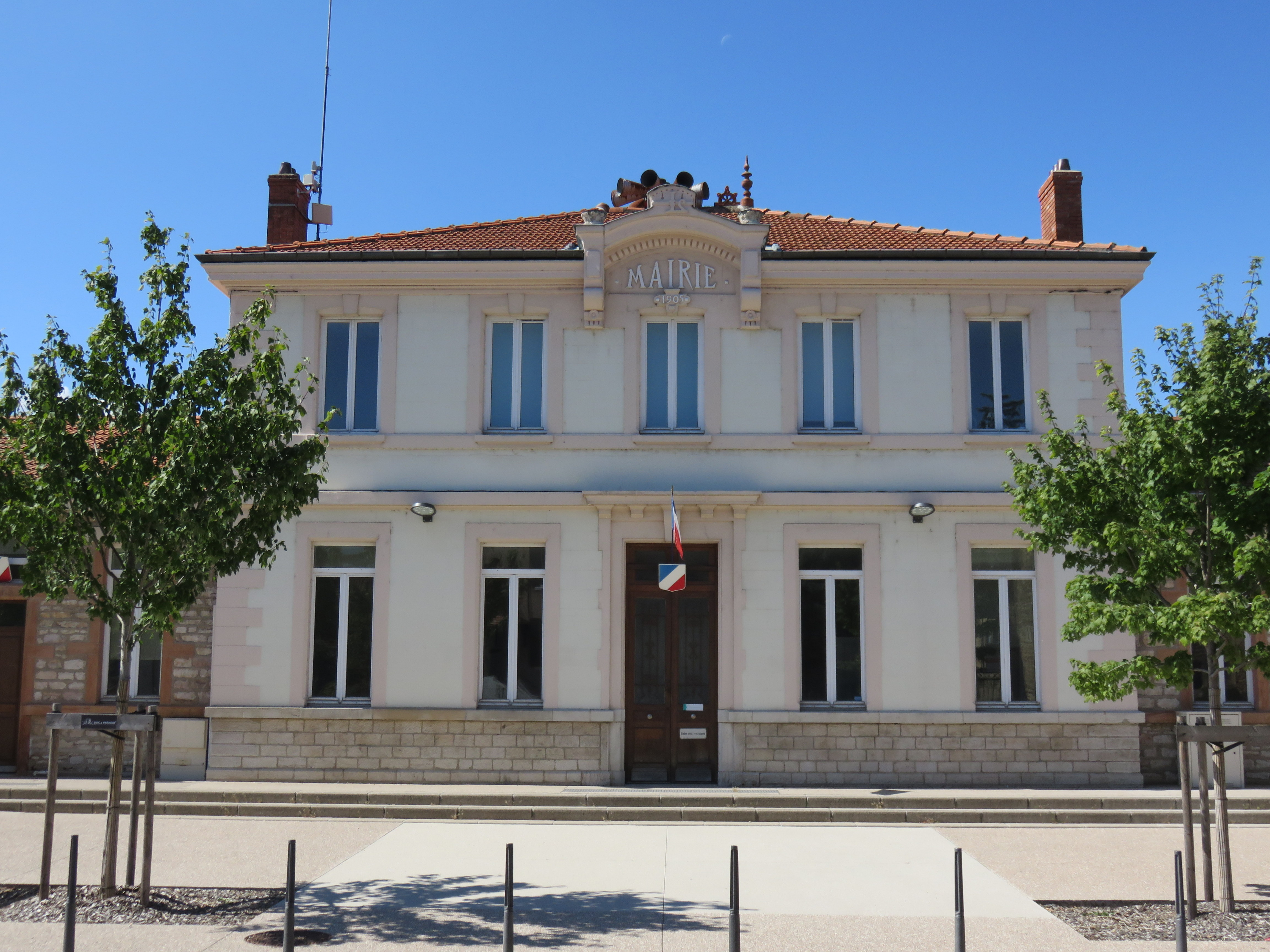
La mairie de Lissieu.

### Administration territoriale
Après avoir appartenu au département du Rhône, ainsi qu'à la communauté urbaine de Lyon à partir de 2011, Lissieu fait partie de la métropole de Lyon depuis le 1er janvier 2015.

### Administration municipale
Le nombre d'habitants au dernier recensement étant compris entre 2 500 et 3 499, le nombre de membres du conseil municipal est de 23.

### Liste des maires
| Période                                  | Période   | Identité                        | Étiquette | Qualité               |
| ---------------------------------------- | --------- | ------------------------------- | --------- | --------------------- |
| 1859                                     | 1870      | André Thibaud (1815-1886)       |           |                       |
| Les données manquantes sont à compléter. |           |                                 |           |                       |
| 1881                                     | 1884      | Philibert Briard (1836-1911)    |           |                       |
| 1884                                     | 1892      | Laurent Charité (1841-1913)     |           | Propriétaire          |
| 1892                                     | 1919      | Jean Claude Duchamp (1848-1930) |           |                       |
| 1930                                     | 1940      | Antoine Thibaud (1887-1961)     |           |                       |
| Les données manquantes sont à compléter. |           |                                 |           |                       |
| mars 1971                                | 1988      | Jean Corbignot                  | DVD       |                       |
| 1988                                     | mars 2001 | Daniel Butstraen                | DVD       |                       |
| mars 2001                                | mars 2014 | Jean-Louis Schuk                | DVD       | Retraité              |
| mars 2014                                | mai 2020  | Yves Jeandin                    | DVD       | Retraité              |
| mai 2020                                 | En cours  | Charlotte Grange                | DVC       | Professeur des écoles |
| Les données manquantes sont à compléter. |           |                                 |           |                       |

### Intercommunalité
Lissieu est membre du syndicat mixte Plaines Monts d'Or.

### Jumelage
Bagassi  Burkina Faso.

## Population et société

### Démographie
L'évolution du nombre d'habitants est connue à travers les recensements de la population effectués dans la commune depuis 1793. Pour les communes de moins de 10 000 habitants, une enquête de recensement portant sur toute la population est réalisée tous les cinq ans, les populations de référence des années intermédiaires étant quant à elles estimées par interpolation ou extrapolation. Pour la commune, le premier recensement exhaustif entrant dans le cadre du nouveau dispositif a été réalisé en 2004.

En 2022, la commune comptait 3 193 habitants, en évolution de +2,47 % par rapport à 2016 (Rhône : +3,93 %, France hors Mayotte : +2,11 %).
| 1793 | 1800 | 1806 | 1821 | 1831 | 1836 | 1841 | 1846 | 1851 |
| ---- | ---- | ---- | ---- | ---- | ---- | ---- | ---- | ---- |
| 274  | 234  | 330  | 338  | 435  | 426  | 475  | 507  | 537  |

| 1856 | 1861 | 1866 | 1872 | 1876 | 1881 | 1886 | 1891 | 1896 |
| ---- | ---- | ---- | ---- | ---- | ---- | ---- | ---- | ---- |
| 544  | 510  | 562  | 570  | 586  | 573  | 512  | 519  | 516  |

| 1901 | 1906 | 1911 | 1921 | 1926 | 1931 | 1936 | 1946 | 1954 |
| ---- | ---- | ---- | ---- | ---- | ---- | ---- | ---- | ---- |
| 535  | 544  | 506  | 417  | 406  | 476  | 460  | 424  | 428  |

| 1962 | 1968 | 1975 | 1982  | 1990  | 1999  | 2004  | 2006  | 2009  |
| ---- | ---- | ---- | ----- | ----- | ----- | ----- | ----- | ----- |
| 481  | 597  | 734  | 2 091 | 2 535 | 3 090 | 3 125 | 3 307 | 3 088 |

| 2014  | 2019  | 2022  | - | - | - | - | - | - |
| ----- | ----- | ----- | - | - | - | - | - | - |
| 3 119 | 3 134 | 3 193 | - | - | - | - | - | - |

## Économie

### Revenus de la population et fiscalité
En 2010, le revenu fiscal médian par ménage était de 52 612 €, ce qui plaçait Lissieu au 178e rang parmi les 31 525 communes de plus de 39 ménages en métropole.

### Emploi
Le taux de chômage, en 2014, pour la commune s'élève à 7,3 %, un chiffre nettement inférieur à la moyenne nationale (10,4 %).

## Culture et patrimoine

### Lieux et monuments

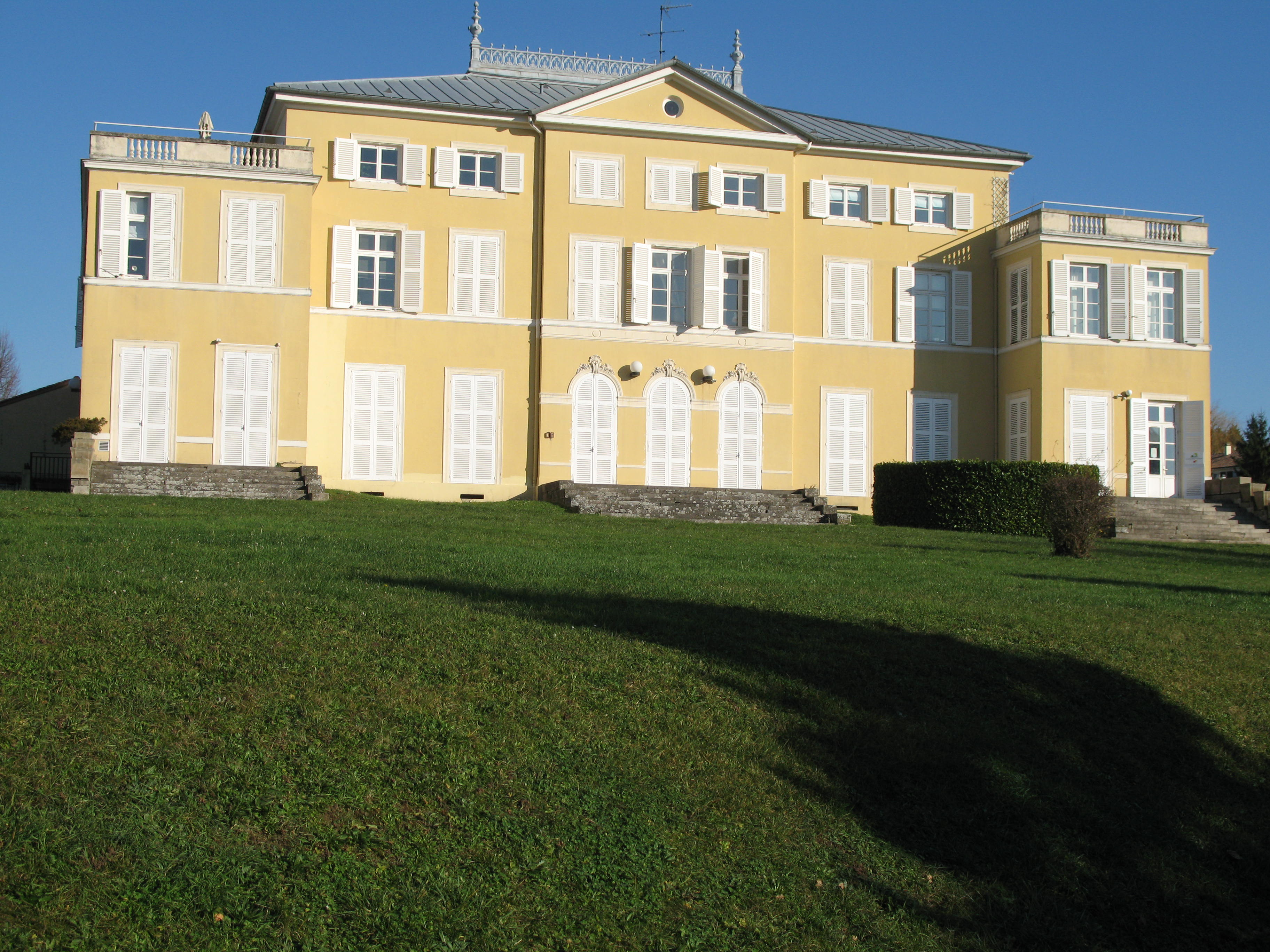
Château de Bois Dieu.

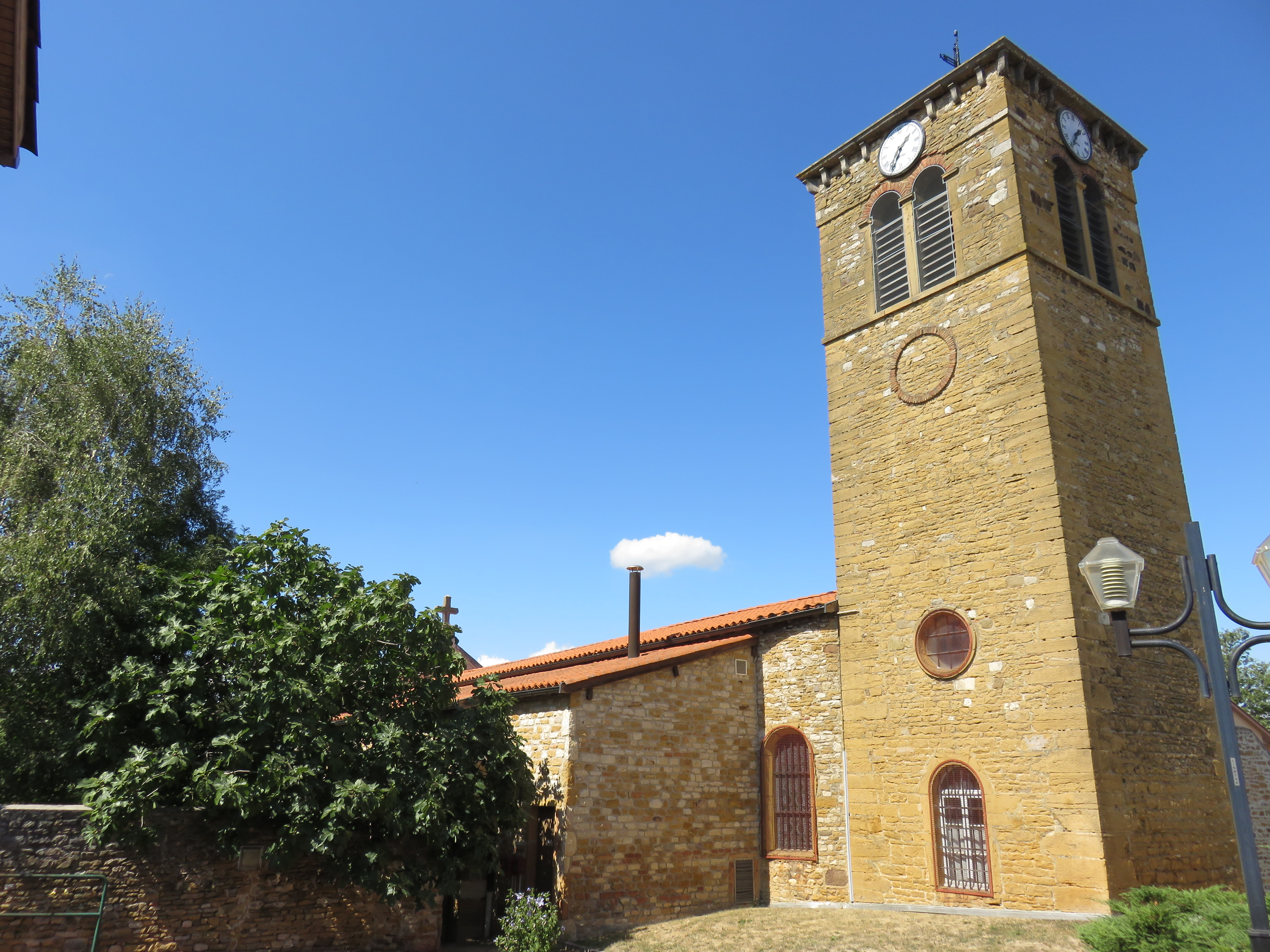
Église Saint-Christophe.

- Église paroissiale datant de 1682.
- Château de Lissieu-Bourg.
- Château de Bois Dieu.
- Glacière de Bois-Dieu.
- Château La Réserve.